# Jumbo Supermarkten
Jumbo is een Nederlandse keten van supermarkten van de Koninklijke Jumbo Food Groep, waarvan alle aandelen worden gehouden door Stichting Administratiekantoor Van Eerd Groep Holding. Het is met een marktaandeel van 20% de op een na grootste supermarktketen van Nederland, achter Albert Heijn. Er werkten (inclusief hoofdkantoor en distributiecentra) anno 2020 ongeveer 85.000 mensen. Sinds 2019 is Jumbo ook actief in België.

## Geschiedenis

### Ontstaan
Jan en Anita Meurs begonnen in 1979 in een voormalig kerkgebouw op het Lourdesplein in Tilburg de eerste Jumbo. De naam komt voort uit een concurrerende supermarkt in Tilburg, Torro. De oprichters zochten naar een naam die machtiger was dan een Torro (de stier), dat werd Jumbo (een olifant). De Torro-formule is gedurende de jaren 90 overgegaan in Edah en Konmar. De in 1921 opgerichte Veghelse levensmiddelgroothandel Van Eerd kocht in 1983 de formule Jumbo en de supermarkt aan het Lourdesplein voor 1 miljoen gulden van de familie Meurs en opende vervolgens in korte tijd tientallen Jumbo's in de provincies Zeeland, Noord-Brabant en Limburg.

### Groei

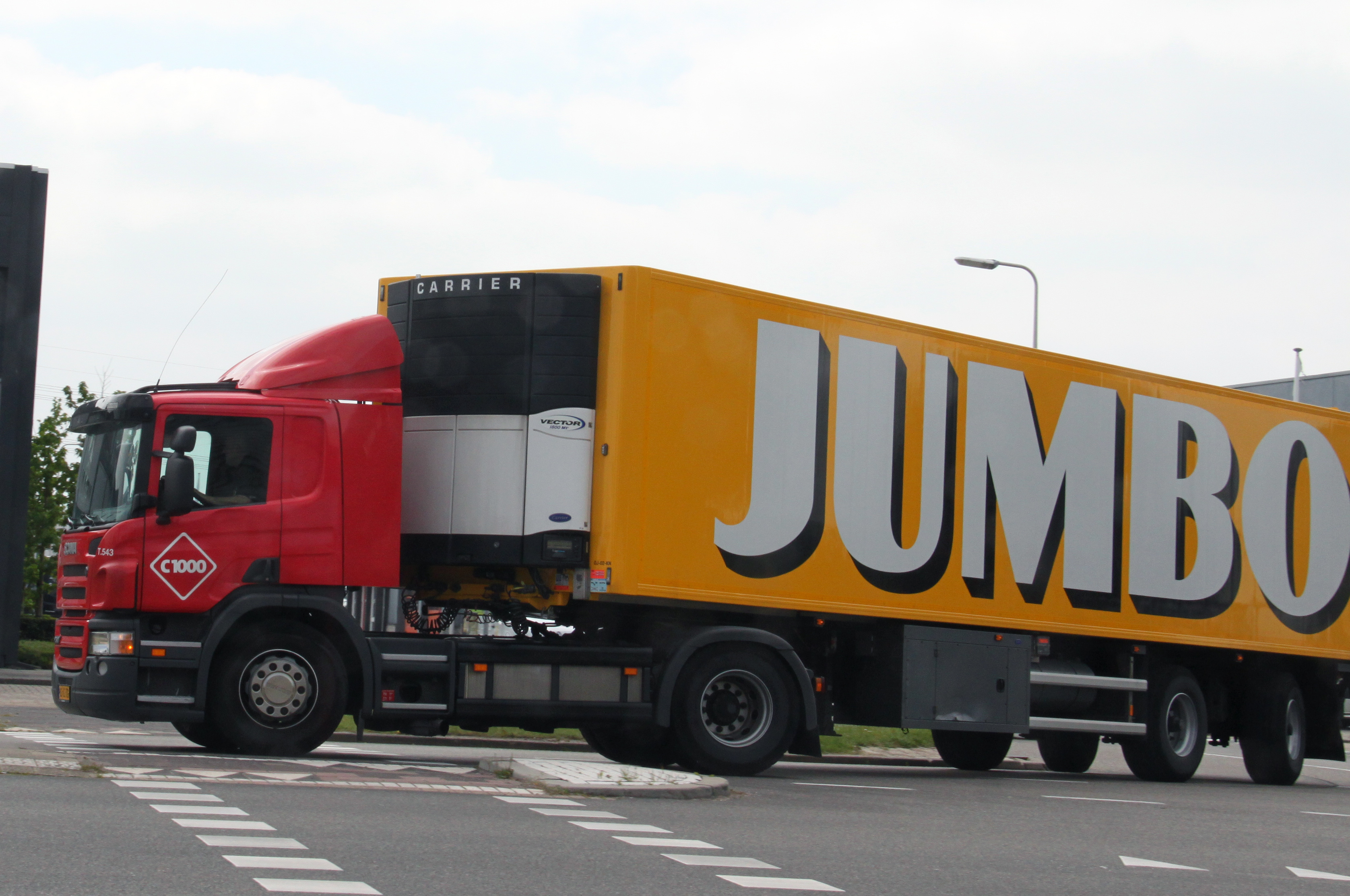
Tijdens de ombouwoperatie naar Jumbo reden er soms vrachtwagens van C1000 met opleggers van Jumbo

In 2002 had Jumbo 36 winkels en een omzet van ongeveer 400 miljoen euro. In oktober 2005 werd er een Jumbo in Drenthe geopend. Hiermee was er in elke provincie van Nederland een Jumbo-supermarkt te vinden, al was de aanwezigheid in de Randstad beperkt. Daar kwam verandering in nadat Laurus, met formules als Edah, Konmar en Super de Boer, in financiële moeilijkheden kwam. Jumbo kocht 12 vestigingen van Konmar in 2006 en vestigingen van Super de Boer een jaar later.
In mei 2007 waren er honderd Jumbo-vestigingen door heel Nederland, waarmee Jumbo een marktaandeel van 4,2% had in Nederland. In september 2007 waren er 78 filialen en 30 franchisenemers. Halverwege december 2007 was het totale aantal winkels, mede door de aankoop van de voormalige Laurus-supermarkten, opgelopen tot 117, waarmee 1,25 miljard euro omzet werd behaald. In oktober 2008 had Jumbo 120 winkels en kwam het marktaandeel volgens Jumbo boven de 5%. In 2008 had het bedrijf zijn groeiambities getemperd om een flink aantal winkels op te frissen en een nieuw distributiecentrum in gebruik te nemen.
Op 18 september 2009 maakte het bedrijf bekend dat het Super de Boer wilde overnemen. Het Franse Casino, houder van circa 57 procent van de aandelen Super de Boer, steunde het bod. Na een biedingsstrijd met Sperwer, bekend van de PLUS, werd op 19 oktober 2009 bekend dat Jumbo het winnende bod had uitgebracht. Na instemming van de Nederlandse Mededingingsautoriteit (NMa) werd de aandeelhouders van Super de Boer om groen licht gevraagd. Met de overname groeide de keten tot 311 winkels met een marktaandeel van meer dan 10%. Hiermee werd de Jumbo Groep in 2010 de op drie na grootste supermarktgroep van Nederland, na Albert Heijn, Superunie en C1000. Onder de naam Jumbo stond de keten, samen met Super de Boer op de gedeelde 7e plek. In februari 2010 werd er een begin gemaakt met het ombouwen van de eerste Super de Boer-winkels naar Jumbo. Eind 2011 opende Jumbo in Amsterdam de 250e winkel.
In november 2011 werd bekendgemaakt dat Jumbo alle C1000-vestigingen over zou nemen van CVC Capital Partners voor 900 miljoen euro. Op 21 februari 2012 ging de NMa akkoord en werd de overname definitief. Hierdoor werd Jumbo na Albert Heijn de grootste supermarktketen van Nederland.

### Nieuwe formules

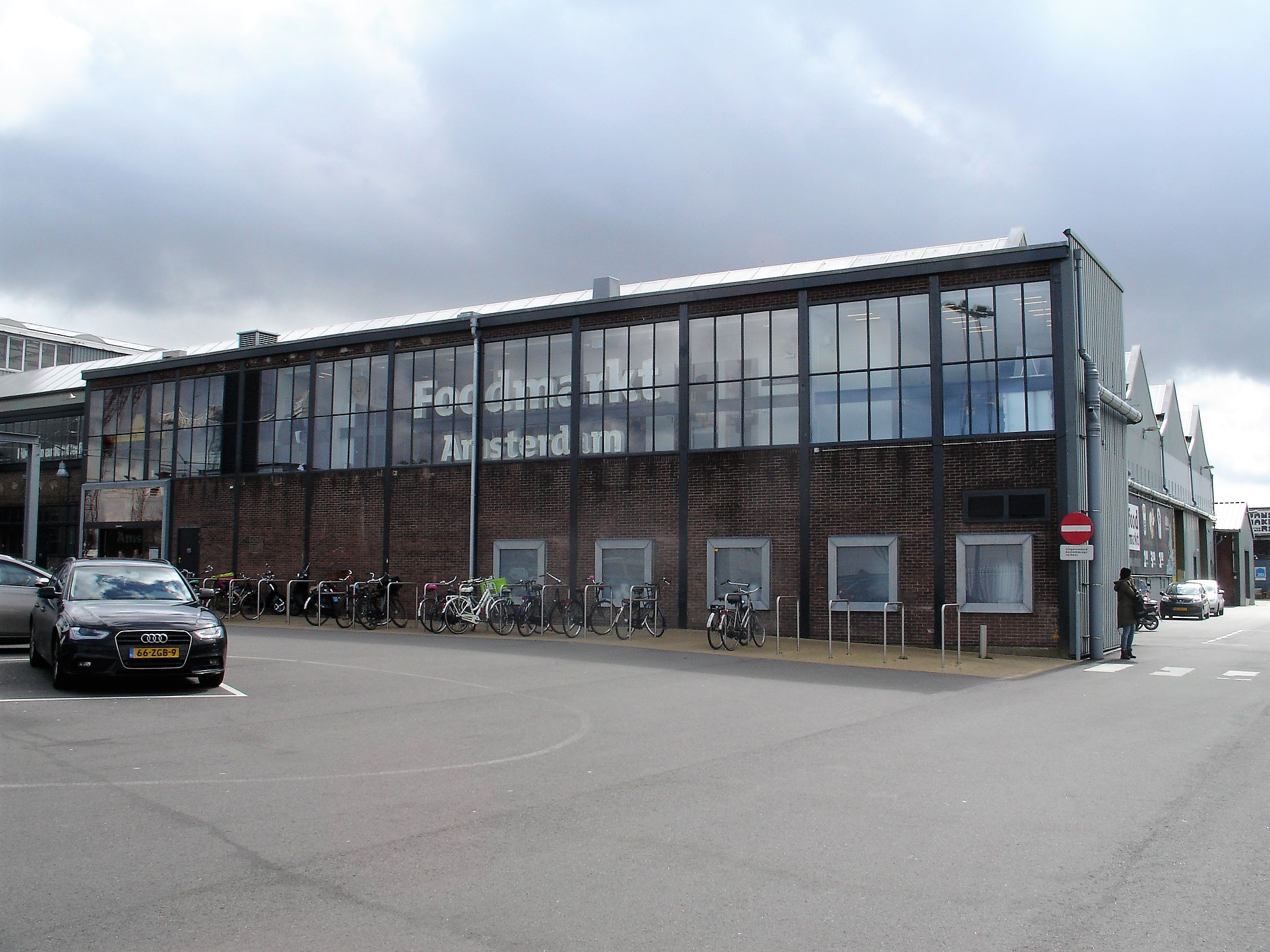
Jumbo Foodmarkt in Amsterdam

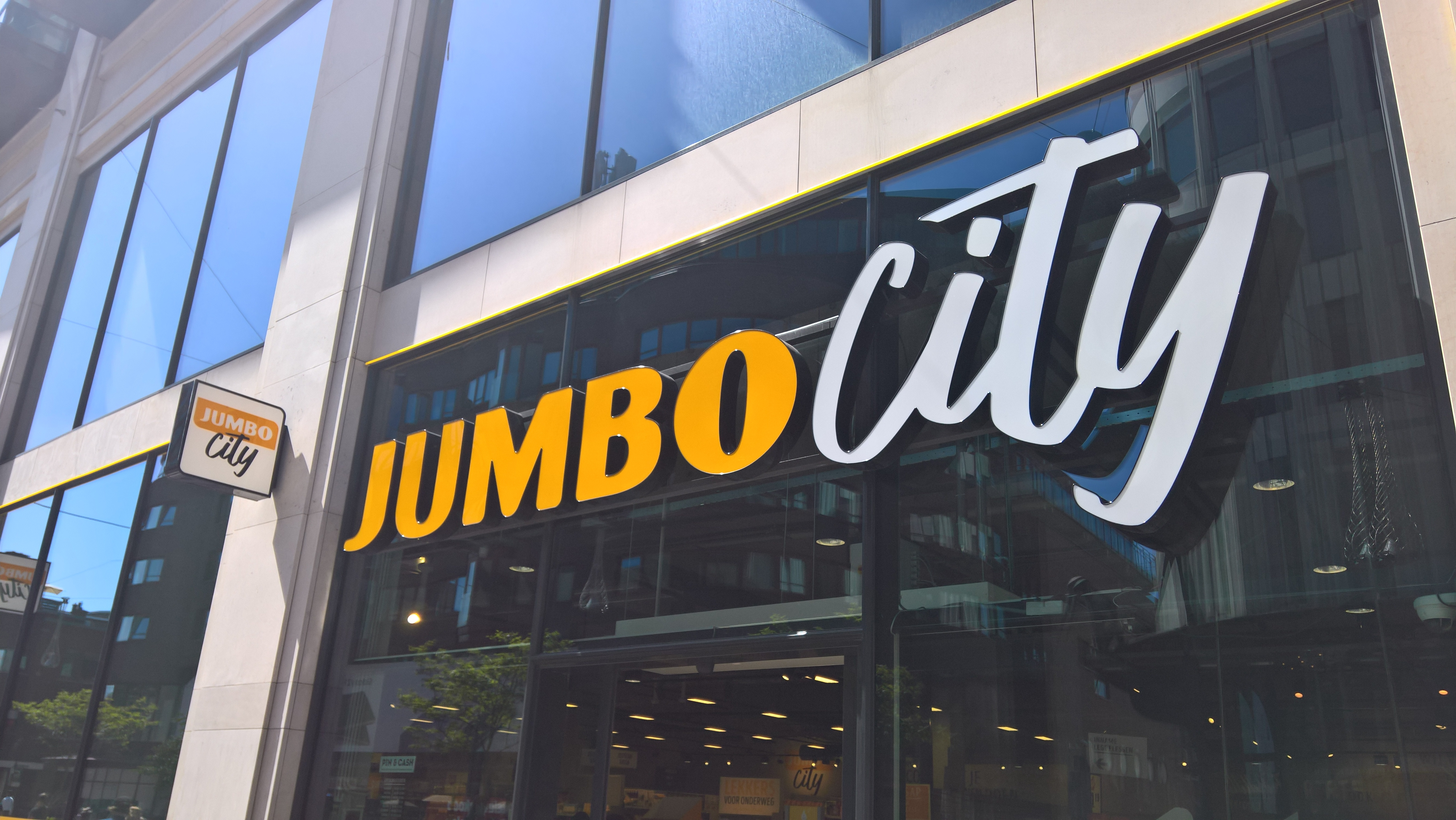
Jumbo City-vestiging in Den Haag.

Het Brabantse familiebedrijf introduceerde in maart 2013 een nieuwe formule binnen het Jumbo-merk: Jumbo Foodmarkt. Dit is een groot opgezette supermarkt met horeca-onderdelen. De eerste vestiging bevond zich in Breda. Later volgden er verspreid door Nederland meer winkels met het Jumbo Foodmarkt-concept. De vestiging in Groningen was de eerste Foodmarkt die werd uitgebaat door een franchiser.
Een jaar na de introductie van het Foodmarkt-concept begon Jumbo met afhaalpunten. Klanten kunnen sindsdien hun boodschappen bestellen op de website van Jumbo en de bestelling vervolgens ophalen in een winkel of een ander afhaalpunt. Begin 2015 werd de 500ste Jumbo-supermarkt geopend.
In 2017 opende Jumbo in de Groningse binnenstad een gemakswinkel, naar de nieuwe Jumbo City-formule, in navolging van de AH to go. Dit als opmaat om meer van zulke vestigingen op drukke stadslocaties en stations te openen, zoals bijvoorbeeld in Den Haag gebeurde. Op station Eindhoven Centraal kwam de eerste Jumbo City op een station.
In maart 2018 werd bekend dat Jumbo samen met Coop de 131 winkels van EMTÉ zou overnemen. De bedoeling was dat twee derde van deze winkels Jumbo wordt en de rest de Coop-formule zou voeren. De totale waarde van de transacties is zo'n 410 miljoen euro. Op 24 oktober 2018 is in Vught de 600ste Jumbo winkel geopend. Op 31 oktober 2019 werd een volgende overname afgerond toen Jumbo de aandelen en de zes vastgoedlocaties van de Agrimarkt in handen kreeg.

### Verdere groei en België
Eind 2019 heeft Jumbo de eerste winkels in België geopend. De eerste Jumbo is op 6 november in Pelt geopend. In december 2023 opende de drieëndertigste winkel in Vlaanderen.
Eind 2022 was er aangekondigd dat er € 20 miljoen in de Belgische winkels werd geïnvesteerd om verliezen te compenseren. Nadien kwam er een statement dat er in 2023 minstens 10 nieuwe winkels openen.
Jumbo zag de online-omzet in 2020 verder groeien en naderde voorafgaande aan de drukke decembermaand al de 500 miljoen euro, mede doordat men in dat jaar meer online boodschappen deed vanwege de coronacrisis. De totale omzet nam in 2020 toe met vijftien procent, tot 9,68 miljard euro. Desondanks werd op 12 april 2021 een reorganisatie bij Jumbo bekend ten koste van honderden werknemers. Jumbo was niet de enige supermarktorganisatie die een reorganisatie doorvoerde aan het begin van 2021. Ook concurrent Albert Heijn en zelfbedieningsgroothandel Makro reorganiseerden.
Op 26 april 2021 maakte Jumbo's financieel directeur Ton van Veen bekend dat het bedrijf 200 miljoen euro had opgehaald met het uitgeven van Schuldschein-leningen, naar voorbeeld van onder andere Basic-Fit. Het opgehaalde geld wilde het bedrijf inzetten voor verdere groei. In de eerste helft van 2021 behaalde Jumbo een omzet van 5,4 miljard euro, een stijging van ruim 5 procent ten opzichte van dezelfde periode het jaar ervoor. Van Veen uitte zijn zorgen over het onder druk staande verdienmodel van de supermarktketen. Onder andere door de opkomst van flitsbezorgers, zoals Getir en Zapp, onderzocht Jumbo de mogelijkheden om een eigen alternatief te introduceren. In juli 2021 sloot Jumbo een samenwerkingsovereenkomst met horecagroothandel Makro om zakelijke klanten beter te kunnen bedienen. Hierdoor werden er ruim duizend artikelen uit het Makro-assortiment toegevoegd aan het zakelijke online winkelkanaal van Jumbo.
In aanwezigheid van de familie Van Eerd werd op 22 september 2021 het 700ste Jumbo-filiaal geopend, aan het Amsterdamse Gelderlandplein in Amsterdam. Diezelfde maand begon het bedrijf met het openen van 200 kletskassa's door het hele land om mensen die om een praatje verlegen zitten te bedienen. Op 3 oktober 2021, bij het 100-jarig bestaan van het familiebedrijf waaruit Jumbo is voorgekomen, werd het predicaat koninklijk verleend. De naam van de holding is sindsdien Koninklijke Jumbo Food Groep.
Begin 2022 kondigde Jumbo een samenwerking aan met flitsbezorger Gorillas. De samenwerking betrof de twee markten waarin Jumbo actief is, Nederland en Vlaanderen. Jumbo maakte die dag de omzetcijfers van 2021 bekend, die stegen en kwamen uit op 9,9 miljard euro. Eind maart 2022 werd bekend dat de Jumbo-eigenaar – de familie Van Eerd – een belang had genomen in de Benelux-divisie van Gorillas. Eind 2022 werd bekend dat concurrent Getir Gorillas zou overnemen voor 1,1 miljard euro, wat dit zou betekenen voor de aandelen van de familie Van Eerd en de samenwerking met Jumbo werd niet direct duidelijk.

### Gevolgen witwaszaak
In september 2022 werd Jumbo-topman Frits van Eerd gearresteerd in het kader van een witwasonderzoek. Na enkele dagen werd hij vrijgelaten. Hij trad tijdelijk terug als algemeen directeur van de supermarktketen. Ton van Veen, lid van de raad van commissarissen, werd benoemd tot interim-directeur als gedelegeerd commissaris. Ook Colette Cloosterman-Van Eerd werd gedelegeerd commissaris om de binding tussen het bedrijf, de familie en de commissarissen te waarborgen, die met het tijdelijk aftreden van Frits van Eerd was weggevallen. In het najaar werd zij waarnemend president-commissaris, nadat oprichter en toenmalig president-commissaris Karel van Eerd was overleden. Jumbo initieerde zelf een onafhankelijk onderzoek door KPMG naar een eventuele rol van het bedrijf binnen de witwaszaak. De uitkomsten van dit onderzoek werden gedeeld bij de publicatie van de jaarcijfers van 2022. Jumbo bleek geen strafbare feiten te hebben gepleegd met het sponsoren van teams en individuele coureurs in de motor- en autosport. Desalniettemin besloot Jumbo zich terug te trekken uit de motorsport. Ondanks de tegenslagen die de supermarktketen kende in 2022 steeg de omzet voor het eerst boven de tien miljard euro. De recordomzet was mede toe te schrijven aan de verkoop van huismerkproducten.
Ton van Veen, in oktober 2022 benoemd tot interim-directeur, werd op 7 maart 2023 definitief benoemd als de nieuwe topman van Jumbo. Het tijdelijke aftreden van Frits van Eerd werd een definitief vertrek. Naast de benoeming van Van Veen werd de benoeming van Colette Cloosterman-Van Eerd omgezet in een definitieve aanstelling, waarmee zij haar vader opvolgde als president-commissaris van Jumbo.
Jumbo nam in 2023 tien filialen van Jan Linders over. Daarnaast werd de samenwerking met Getir met betrekking tot Gorillas Benelux beëindigd. Jumbo zou zich gaan focussen op de groei via eigen winkels en online kanalen.

### Aangepaste strategie
Op 28 september 2023 maakte de supermarktketen bekend zich per direct aan te sluiten bij de internationale inkooporganisaties Everest en Epic Partners, opgericht door branchegenoten Edeka en Picnic. De samenwerking zou Jumbo schaalvoordelen op moeten leveren en daarmee de klanten een lagere prijs in de supermarkt. Eerder het jaar daalde de marges die Jumbo hanteert om zwaar in te zetten op lagere consumentenprijzen.
Naast het aansluiten bij de inkooporganisaties sloot Jumbo zich ook aan bij Tony's Open Chain van Tony's Chocolonely, onder andere om cacaoboeren een eerlijke prijs te betalen voor een leefbaar inkomen en zo honderd procent slaafvrije chocolade te produceren. De eerste producten als resultaat van deze overeenkomst zouden medio 2024 in de schappen liggen.
Met ingang van 2024 zou Jumbo de Zeven Zekerheden, de beloften aan de klant, opfrissen. Zo verdwenen onder andere 'Euro's goedkoper' (laagsteprijsgarantie) en 'Vlot winkelen' (Vierde in de rij, boodschappen gratis). De keten hoopte met deze en al eerder aangekondigde veranderingen het prijsniveau weer terug te kunnen laten keren op het prijsniveau van prijsvechters als Vomar, Nettorama en Dirk. De Zeven Zekerheden werden in 1996 geïntroduceerd door oprichter Karel van Eerd en dienden als beloften van Jumbo aan de klant om winkelen gemakkelijk, plezierig en voordelig te maken. Onder leiding van topman Van Veen zette het bedrijf de 'Jumbo zoals Jumbo bedoeld is'-koers in aan de hand van de nagelaten masterplannen van Jumbo-oprichter Van Eerd. Hier hoorde ook een reorganisatie bij op het hoofdkantoor van de supermarktketen. Na een positief advies van de Ondernemingsraad ging de supermarktketen in september 2024 van start met de nieuwe kantoororganisatie.
In het najaar van 2024 introduceerde Jumbo een nieuw huismerk op de Nederlandse en Belgische markt: Jumbo's. De producten van het merk zijn grotendeels binnen de eigen organisatie ontwikkeld. Waar de supermarktketen met Jumbo's focust op kwaliteitsproducten blijft het met het Jumbo-huismerk gericht op basisproducten voor een scherpe prijs.
Na twintig jaar maakte algemeen directeur Ton van Veen in januari 2025 bekend Jumbo te verlaten. Een opvolger moest nog worden gevonden, maar in februari 2025 werd bekend dat Tom Heidman per 1 maart 2025 zijn taken tijdelijk zal overnemen tot er een definitieve opvolger is gevonden. Op dat moment had Jumbo 711 vestigingen in Nederland en 38 supermarkten in België.

## Winkelformules

### Jumbo Supermarkt
Dit is de hoofdformule van de Jumbo Groep met – anno 2021 – meer dan 650 vestigingen, waarvan er ruim 500 ook een afhaalpunt hebben. In 2013 werden de winkels voorzien van een nieuwe huisstijl. Ook introduceerde Jumbo enkele jaren later de zelfscan in de meeste winkels. Ze zijn te herkennen aan de witte tekst op een gele achtergrond en de bruine vloertegels.

### Jumbo City
De Jumbo City-formule is een Jumbo-supermarkt met een kleinere opzet. De eerste vestiging van deze formule werd in 2017 geopend in Groningen, waarna er winkels volgden in 's-Hertogenbosch, Amsterdam, Den Haag en Utrecht. De formule richt zich op de kleine en snelle boodschap en het assortiment bevat elementen van drie andere Jumbo-onderdelen: Jumbo Supermarkt, Jumbo Foodmarkt en La Place. Na de introductie in 2017 zette Jumbo in op de groei van deze formule, waardoor er in de jaren die volgden meerdere stadswinkels werden geopend in Nederlandse binnensteden. In november 2017 werd ook de eerste stationswinkel van het concept geopend in het vernieuwde station Eindhoven Centraal (in 2025 weer gesloten en omgebouwd tot AH to go). Ook volgden er een samenwerking met HEMA op zes stations. HEMA had hier al een vestiging en Jumbo zou het foodgedeelte voor haar rekening gaan nemen.

### Jumbo Foodmarkt
De Jumbo Foodmarkt is een in oppervlakte grotere Jumbo-supermarkt met een prominentere plaats voor een horeca-aanbod, bestaande uit verschillende keukens en La Place-onderdelen. In de winkel is er een zogenaamd Foodcafé waar de gekochte versmaaltijden kunnen worden geconsumeerd.

### Jumbo.com
Via de website Jumbo.com of met de Jumbo-app kan men boodschappen bestellen om zelf op te halen bij een Pick Up Point of om te laten bezorgen. De Jumbo Groep heeft, naast de grotere distributiecentra, enkele bezorghubs geopend. Voor zakelijke klanten, zoals sportkantines, MKB-ondernemingen en zorginstellingen is een winkelkanaal ingericht. In 2022 lanceerde de supermarktketen een abonnementsvorm voor de bezorging van online boodschappen: Jumbo Bezorgeloos.

### Jumbo Golf & Hockey
Jumbo heeft in 2004 de London Golf Centres, die het in 2003 kocht, omgebouwd tot Jumbo Golfwereld. Dit bedrijf profileert zich als servicediscounter op golfgebied. Anno 2021 zijn de winkels omgedoopt tot Jumbo Golf & Hockey en heeft het ook vijf winkels voor hockey.

## Overige

### Jumbo Academy
De medewerkers van Jumbo kunnen bij de Jumbo Academy een erkende opleiding volgen. Na afronding van deze opleidingen kunnen medewerkers een mbo- of hbo-diploma halen. Daarnaast introduceerde Jumbo in 2017 de Jumbo Tech Campus. De Tech Campus richt zich op de ontwikkeling van digitale oplossingen voor Jumbo.

### Jumbo Extra's
Jumbo Extra's is het loyaliteitsprogramma. Met een fysieke of digitale spaarpas sparen klanten voor punten. Deze punten kunnen worden ingewisseld voor gratis producten en aanbiedingen. Klanten kunnen de kaart gebruiken bij het afrekenen aan de kassa of bij het doen van online boodschappen.

### Jumbo Foodcamp
Om trainers, coaches, kantinemedewerkers en bestuurders van sportclubs te inspireren en ondersteunen bij het realiseren van een gezonde sportomgeving werd de Jumbo Foodcamp-module ontwikkeld. Jumbo ontwikkelde, in samenwerking met NOC*NSF, een trainingsmodule rondom voeding, gezondheid en sport. Deze module zou vanaf 2022 worden ingezet bij alle sportverenigingen die aangesloten zijn bij de nationale sportorganisatie.

### Jumbo Foodcoach
Jumbo introduceerde de Jumbo Foodcoach-app bij verschillende sportteams, maar maakte deze in 2020 ook beschikbaar voor klanten. De app is mede-ontwikkeld met NOC*NSF en Team Jumbo-Visma en geeft gebruikers een gepersonaliseerd weekmenu met recepten om meer resultaat uit hun sportprestaties te halen. De app richt zich op fitnessers, wielrenners, hardlopers en teamsporters.
In juli 2022 werd bekend dat de toenmalige wieler- en schaatsploeg Team Jumbo-Visma eigenaar zou worden van het Jumbo Foodcoach platform.

### Jumbo Magazine
In 2013 introduceerde Jumbo een magazine 'Hallo Jumbo' met daarin recepten, kooktips, interviews en achtergrondverhalen.

### Jumbo Retail Media
Om leveranciers de mogelijkheid te bieden om hun producten onder de aandacht te brengen bij haar klanten introduceerde Jumbo in 2023 Jumbo Retail Media. Het self-service platform is een samenwerking met Streaem waar merken doelgericht gesponsorde productcampagnes kunnen opzetten, monitoren en optimaliseren. 

### Smulweb
Jumbo heeft de activiteiten van Smulweb overgenomen, inclusief het magazine Smult. Smulweb is geïntegreerd in de website en de Jumbo-app.

## Organisatie

### Hoofdkantoor en distributiecentra

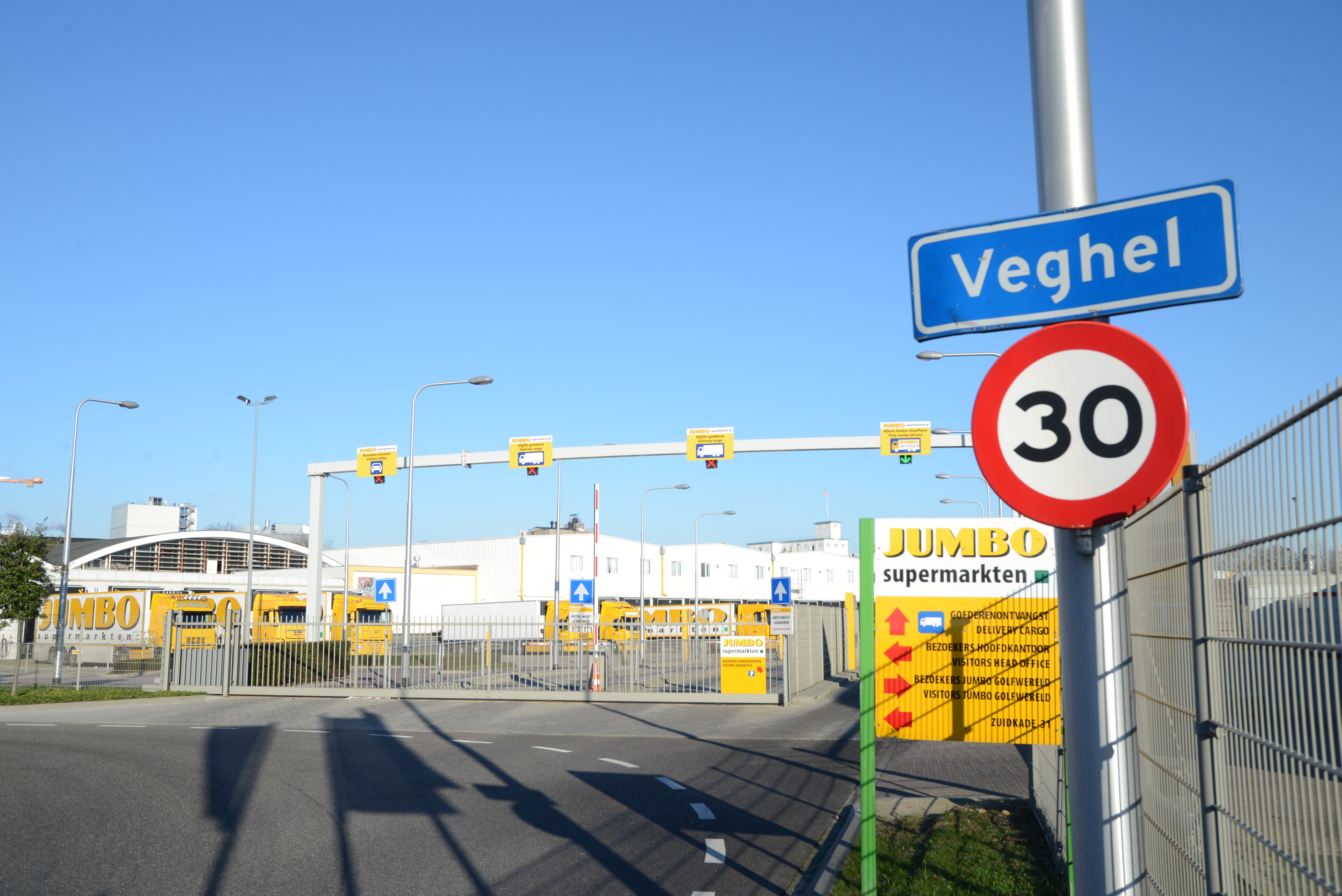
Toegang tot een distributiecentrum in Veghel

Het hoofdkantoor en distributiecentrum bevinden zich van oudsher op bedrijventerrein de Oude Haven in het Brabantse Veghel. Vanwege de groei van het bedrijf werd er in Veghel nog een distributiecentrum op industrieterrein De Dubbelen geopend. In 2008 volgden nog twee distributiecentra op bedrijventerrein De Amert.
Daarnaast heeft Jumbo ook distributiecentra elders in Nederland, zoals in Beilen, Breda en Woerden. De distributiecentra van de onlinewinkel zijn gevestigd in 's-Hertogenbosch en Raalte. Ook het landelijke diepvriesdistributiecentrum is gevestigd in Raalte. Verdeelcentra in Drachten en Elst werden gesloten. In november 2020 werd er een nieuw, duurzaam en volledig gemechaniseerd distributiecentrum geopend in Nieuwegein. In het voorjaar van 2021 volgde er een distributiecentrum in Bleiswijk. Het in 2020 geopende en nadien vergrote distributiecentrum in Nieuwegein werd in april 2024 in gebruik genomen als centraal distributiecentrum voor versproducten. Hierdoor ontstond het grootste gemechaniseerde foodretail distributiecentrum van Europa.
Naast de distributiecentra kent Jumbo zogeheten bezorghubs in heel Nederland van waaruit online bestellingen worden geleverd. 

### Directie
| Periode            | Naam               | Opmerking(en)                                                        |                    |
| Algemeen directeur | Algemeen directeur | Algemeen directeur                                                   | Algemeen directeur |
| ------------------ | ------------------ | -------------------------------------------------------------------- | ------------------ |
|                    | Karel van Eerd     |                                                                      |                    |
| 2002–2022          | Frits van Eerd     |                                                                      |                    |
| 2022–2025          | Ton van Veen       | Eerst op interim-basis als gedelegeerd commissaris, later definitief |                    |
| 2025–0000          | Tom Heidman        | Interim                                                              |                    |

### Inkooporganisatie
Jumbo kocht jarenlang producten in bij inkooporganisatie Superunie. In oktober 2009 maakten Jumbo en Schuitema (C1000) bekend dat ze samen een nieuwe inkooporganisatie gingen oprichten. Deze inkooporganisatie kreeg de naam Bijeen en ging per 1 januari 2010 van start. Later werden ook de Super de Boer winkels bevoorraad door Bijeen. Vanwege de overname van C1000 door Jumbo kwam de naam Bijeen vanaf medio 2012 te vervallen. De inkooporganisatie draagt vanaf dat moment de naam Jumbo.
In 2023 besloot Jumbo zich aan te sluiten bij de internationale inkooporganisatie Everest, die enkele jaren eerder werd opgericht door branchegenoten Edeka en Picnic. De samenwerking richt zich op schaalvoordelen om daarmee lagere prijzen aan consumenten aan te bieden in de supermarkt.

### Prijsbeleid
In 2018 ontdekte de Consumentenbond dat verschillende Jumbo-supermarkten niet dezelfde prijzen hanteren voor dezelfde artikelen en dat dit een doelbewust en structureel beleid is, bij een steekproef in 2020 bleek dit nog steeds. Jumbo hanteert vier prijsniveaus: Laag, Laag/Midden, Midden/Hoog en Hoog. Het gehanteerde niveau hangt af van de nabije concurrentie: is er geen of alleen een duurdere supermarkt in de buurt, dan zijn de prijzen bij Jumbo doorgaans hoger dan wanneer er meer of voordeliger concurrentie dichtbij is. 16% van de filialen hanteert de laagste prijzen; 30% 'laag-middenprijzen'; 10% 'midden-hoogprijzen', en 44% de hoogste prijzen. In Friesland en Groningen zijn alleen maar 'dure' Jumbo's, in Zeeland zijn alle Jumbo's behalve die in Goes 'duur'.

### Huismerken
Vanaf augustus 2008 liet Jumbo Supermarkten het huismerk O'Lacy geleidelijk uit de schappen verdwijnen. Jumbo ging verder met een huismerk onder de namen 'Jumbo', 'Jumbo Budget' en 'Jumbo Exclusief'. Het merk 'Jumbo Budget' werd later vervangen door het van Super de Boer overgenomen Euromerk. Bij Vomar, waar O'Lacy eveneens werd verkocht, is men in maart 2009 met het merk gestopt. Men heeft enkele private label-merken zoals het pilsener Dors.

### Marketing

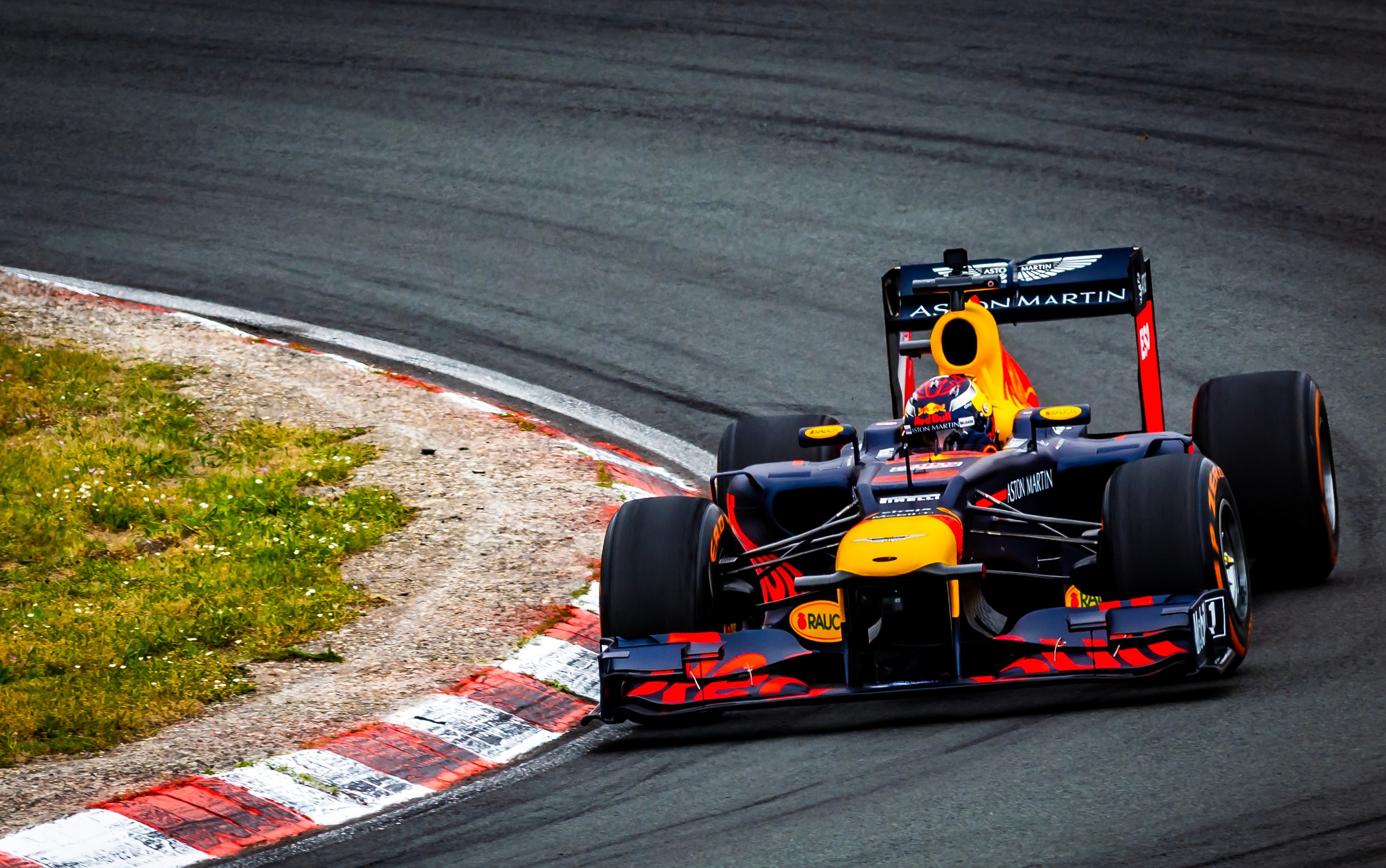
Verstappen in zijn Red Bull tijdens de Jumbo Racedagen in 2018. Hij werd meermaals wereldkampioen Formule 1.

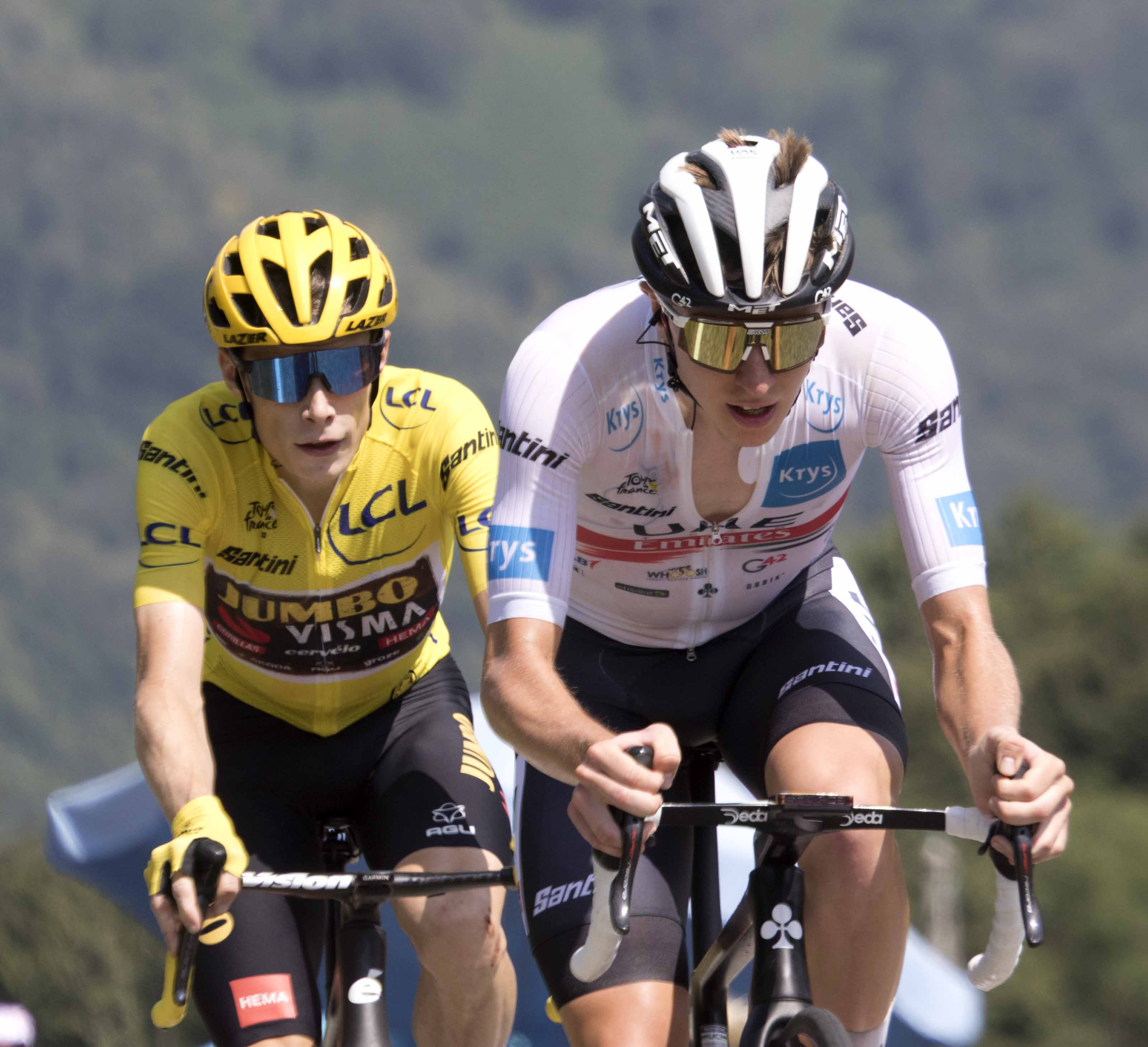
Vingegaard voor de Jumbo wielerploeg tijdens de Tour de France.

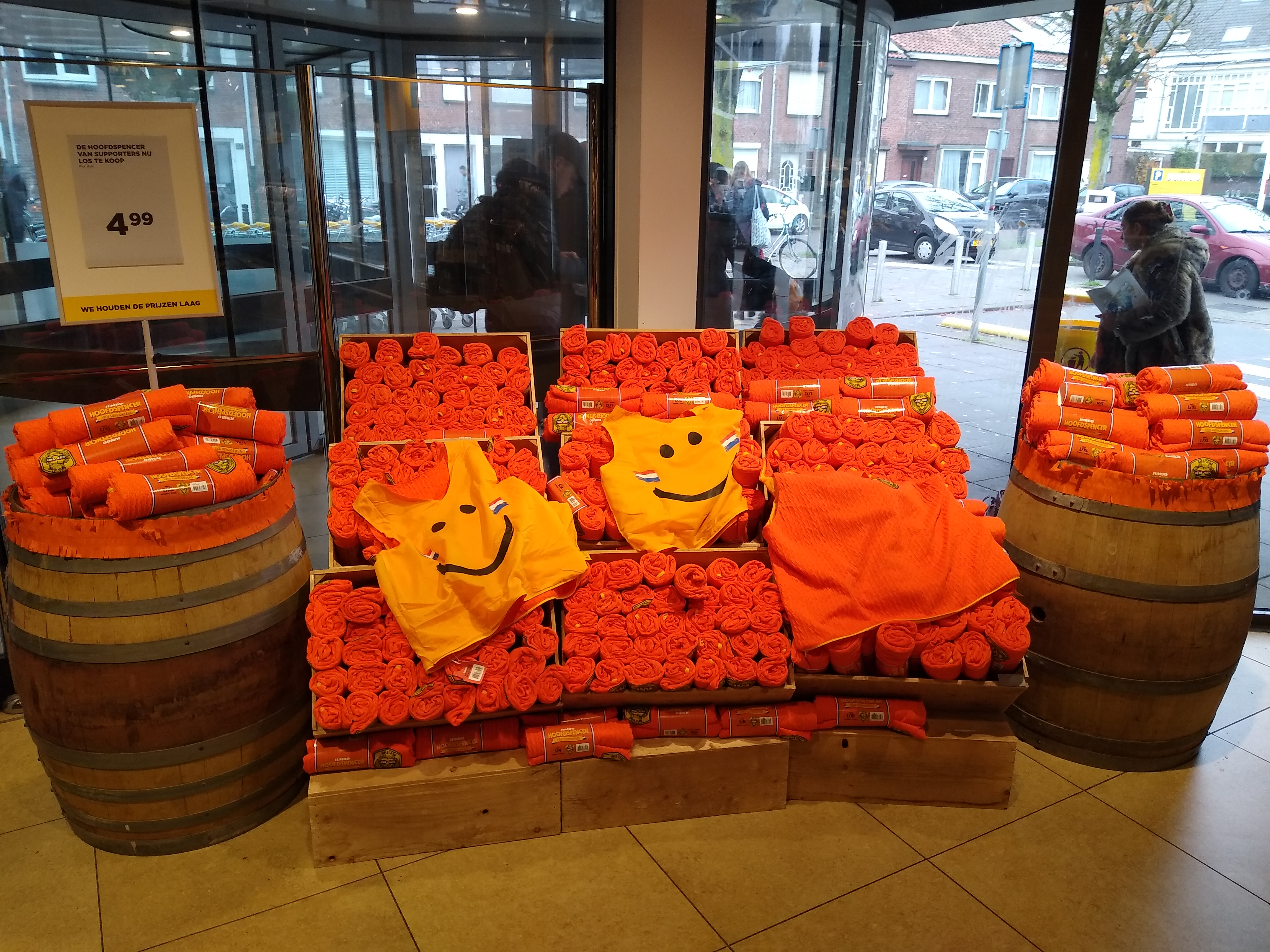
Resterende oranje spencers na mislukte marketing rondom het Wereldkampioenschap voetbal 2022.

#### Spaaracties
Jumbo zet als marketingmiddel kortlopende spaaracties in. Met zegels kan gespaard worden voor korting op de aanschafprijs van koekenpannen en dergelijke. Met de actie 'Sparen voor je school' richt Jumbo zich op kinderen en hun ouders. 

#### Sponsoring
Jumbo is actief als sponsor in de sportwereld. Het had sinds 2013 een wielerploeg, sinds 2014 een schaatsploeg en sinds 2021 een vrouwenwielerploeg. Door de jaren heen zijn Nederlandse sporters verbonden geweest aan deze ploegen, zoals Tom Dumoulin, Steven Kruijswijk, Dylan Groenewegen, Antoinette de Jong, Sven Kramer, Kjeld Nuis, Marianne Vos en Jutta Leerdam. In 2022 wist de Jumbo wielerploeg zowel de gele trui en bolletjestrui als de groene trui te winnen van de Tour de France, respectievelijk door Jonas Vingegaard en Wout van Aert. In 2023 werden zowel de Giro D'Italia, Tour de France als de Vuelta gewonnen door deze wielerploeg. 2023 was het laatste jaar dat de wieler- en schaatsploegen door Jumbo werden gesponsord.
Ook sponsort het bedrijf de voetbalclub PSV als onderdeel van de Brainport Eindhoven. Maar ook in de amateursport is Jumbo actief als sponsor. Zo is het de hoofdsponsor van de Veghelse voetbalclub Blauw Geel '38. Naast de eigen sportploegen was Jumbo de persoonlijke sponsor van Max Verstappen, waarbij hun naam aanwezig was op zijn helm en ze samen de Jumbo Racedagen organiseerden op Circuitpark Zandvoort. Ook de Heineken Dutch GP werd onder andere door Jumbo gesponsord. Echter, na het raceseizoen van 2023, heeft Jumbo de sponsoring van Max Verstappen en de Dutch GP beëindigd.

#### TV
Jumbo is zichtbaar via reclamespotjes met Frank Lammers en Maike Meijer. Ook heeft het bedrijf zich als partner verbonden aan verschillende televisieprogramma's om hun doelgroep beter te kunnen bereiken. Zo was Jumbo van 7 januari 2019 tot 24 december 2021 de vaste partner van het SBS6- en later Net5-programma Wat eten we?  Daarnaast was Jumbo verbonden aan programma's van 24 Kitchen.
De marketingcampagne rondom het WK voetbal in Qatar was niet goed doordacht en werd een fiasco. De polonaise van feestende bouwvakkers in de tv-spot zorgde voor een storm van verontwaardiging in diverse (social) media. Dit in verband met de arbeidsomstandigheden bij de bouw van stadions. Het spotje werd geschrapt. Op 22 mei 2024 besloot Jumbo om deze geflopte campagne in gewijzigde vorm in te zetten rondom het EK in Duitsland om op die manier de resterende oranje juichspencers alsnog te verkopen.

#### Radio
Op 29 september 2020 werd met Jumbo Radio een eigen radiostation gelanceerd door de supermarktketen. Dit radiostation zendt iedere werkdag live programma's uit met eigen dj's. Kristel van Eijk verzorgde in de beginperiode een ochtendprogramma van 9.30 tot 12.30 uur. Ook werd er een middagprogramma geproduceerd – van 16.00 tot 19.00 uur – waarin Daniël Smulders de presentatie op zich nam. Hij was voorheen bij Qmusic te horen. In het voorjaar van 2023 zijn Gido Kuin (10:00 tot 13:00 uur), José de Bruin (13:00 tot 16:00 uur) en Smulders (16:00 tot 19:00 uur) op werkdagen verbonden aan het radiostation en is Lars Boele op zaterdag en zondag te horen (11:00 tot 15:00 uur).

## Andere merken

### Gorillas

Logo van Gorillas

Beeldmerk HEMA

Nadat Jumbo Supermarkten een samenwerking was aangegaan met flitsbezorger Gorillas werd enkele maanden later bekend dat de Jumbo-eigenaar – de familie Van Eerd – een belang had genomen in de Benelux-divisie van het Duitse bedrijf. Deze aandelen werden ondergebracht bij investeerder Mississippi Ventures. Door het nemen van een belang in het bezorgbedrijf versterkte de samenwerking tussen beide partijen, waarbij er gekeken werd naar het delen van locaties. Ook werd Gorillas co-sponsor van de Jumbo-wielerploeg. De samenwerking tussen beide bedrijven werd in mei 2023 beëindigd.

### HEMA
Begin 2021 werd de overname van HEMA, een Nederlandse keten van warenhuizen waarmee al een samenwerkingsovereenkomst bestond, door de Jumbo-eigenaren afgerond. De familie Van Eerd regelde dit via 'Mississippi Ventures' en werkte daarbij samen met investeerder 'Parcom'. De overname werd goedgekeurd door de Autoriteit Financiële Markten en de Europese Commissie. Om geld vrij te maken voor de overname verkocht Jumbo 62 winkelpanden aan  vastgoedfonds 'Annexum', om die vervolgens terug te huren.

### La Place

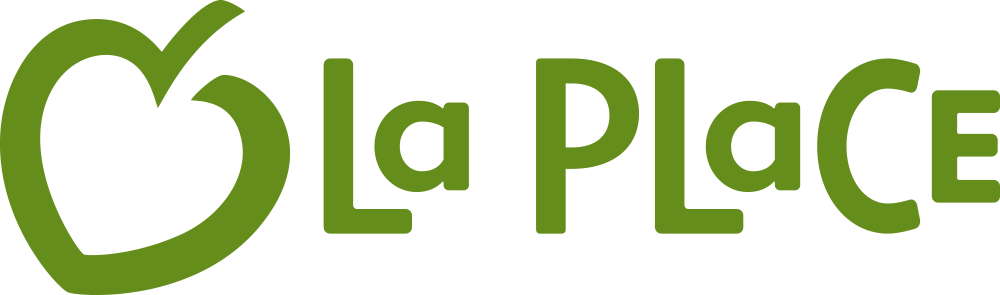
Logo van La Place

In 2016 nam de Jumbo Groep een deel van de La Place-restaurants over uit de failliete boedel van de V&D-holding. Een groot deel van de losse vestigingen en het hoofdkantoor werden onder de merknaam La Place gecontinueerd. Jumbo is ook producten gaan samenstellen onder de merknaam La Place die worden verkocht in de supermarktformules. In 2017 werden er 18 AC Restaurants toegevoegd aan het portfolio, hiermee werd de aanwezigheid van het merk langs autosnelwegen versterkt.
Op 4 januari 2021 werd bekend dat Jumbo de exploitatie van een groot aantal La Place-vestigingen overdraagt aan de Vermaat Groep. Vermaat neemt de medewerkers, activa en exploitatie van 44 vestigingen over, terwijl Jumbo eigenaar blijft van het La Place-merk, zes eigen restaurants, vier stationslocaties en de (inter)nationale franchiserelaties. Ook focust Jumbo zich op de uitbreidingsplannen van de gemaksformule La Place Express en de uitrol van La Place-producten binnen Jumbo Supermarkten. Na een strategiewijziging bij Jumbo werd besloten om La Place zelfstandig voort te zetten met Jumbo als aandeelhouder. De voorgenomen afsplitsing, die op 3 juni 2024 werd bekend gemaakt had goedkeuring nodig van de autoriteiten en de ondernemingsraad.

### Super Food Plaza
Super Food Plaza is een formule die sinds 2012 op Aruba wordt gebruikt. De winkel is nagenoeg identiek aan die van een Jumbo Supermarkt, met als voertaal Engels en een lokaal assortiment. Wel wordt het Jumbo huismerk aangeboden. De winkel is geen onderdeel van de Jumbo Groep Holding.

## Trivia
- De specifieke gele kleur van Jumbo is geïnspireerd op het geel dat de racevoertuigen van Minardi droegen. Al in zijn jeugd gebruikte racefanaat Frits van Eerd deze kleur op diverse spullen zoals zijn helm.[121]
- In 2022 heeft Jumbo het Gouden Windei van voedselwaakhond Foodwatch gewonnen[122]. De prijs voor het meest misleidende product was dat jaar voor de Jumbo Ice Tea's 'Inner Beauty', 'Good Energy' en 'Feel Immune'. Deze als gezond gepromootte ice tea's bestonden uit vooral suikerwater met precies net genoeg kunstmatige vitaminen om gezondheidsclaims te mogen maken. Na het winnen van de prijs heeft Jumbo aangegeven de verpakkingen aan te passen.